# Acanthoproctus diadematus
Acanthoproctus diadematus is een rechtvleugelig insect uit de familie sabelsprinkhanen (Tettigoniidae). De wetenschappelijke naam van deze soort is voor het eerst geldig gepubliceerd in 1858 door Stål.
1. ↑  (en) Acanthoproctus diadematus op de IUCN Red List of Threatened Species.